# كيستون هايتس
كيستون هايتس (بالإنجليزية: Keystone Heights)‏ هي مدينة أمريكية تقع في ولاية فلوريدا. تبلغ مساحة هذه المدينة 12 (كم²)،ويبلغ عدد سكانها 1349 نسمة حسب إحصاء سنة 2010 م 1349.تشير إحصاءات سنة 2000م بأن الكثافة السكانية في هذه المدينة تقدر بـ(112.4) نسمة/كم2 